# 리듬

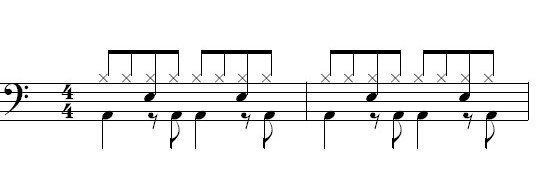

리듬(rhythm, 문화어: 흐름새)은 비슷한 것이 규칙적으로 되풀이될 때 인간이 느끼는 시간적인 덩어리의 연속이다. 심장 고동소리, 자동차의 깜빡이, 걷는 발소리, 세탁기, 매미 등 리듬은 주로 청각적으로 느끼는 것이다.
리듬은 음악이나 음성 언어에서 중요한 역할을 한다.

## 정의
리듬은 가락, 화성과 함께 음악의 3요소이다. 파도의 소리, 비 내리는 소리, 발소리, 새소리, 사람의 소리 등 모든 시간 속에서 생성되는 것, 움직이고 있는 것, 소리를 내는 것들은 반드시 어떤 리듬을 느끼게 한다. 또한 우리의 생활 전체도 리듬과 더불어 있다고 하여도 지나친 말은 아니다. 그러나 리듬 그 자체를 정의하기는 매우 어렵다. 예로부터 리듬이란 '운동의 질서'라든가, '시간의 새김'이라고 각 시대마다 여러 가지 정의가 있었다. 음악에서는 특히 음의 장단(長短), 높낮이, 셈여림(強弱), 음질(音質) 등으로 여러 가지 리듬이 생긴다.

## 언어의 리듬

### 강세 박자 리듬
강세 박자 리듬(stress-timed rhythm)은 강세를 가진 음절이 일정한 시간 간격으로 나타나서 생기는 리듬. 영어, 러시아어, 아랍어 등에서 보인다. 음절수가 많아져도 강세가 나타나는 간격은 변화지 않는다.
Abercrombie, David. Elements of General Phonetics, Edinburgh: Edinburgh University Press, 1990. https://doi.org/10.1515/9781474463775

### 음절 박자 리듬
음절 박자 리듬(syllable-timed rhythm) 은 음절의 길이가 같은 간격으로 나타나서 생기는 리듬. 스페인어, 프랑스어 등에서 보인다.

### 한국어의 리듬
한국어의 리듬은 음절보다 긴 말토막(어절)이란 것이 리듬 단위를 형성한다.
말토막은 하나의 강세 음절과 그 외의 비강세 음절으로 구성된다. 강세 음절은 앞뒤의 비강세 음절보다 돋들리게 길게 나타난다. 말토막 마지막 음절도 다른 음절보다 길게 된다.
1. S (강세 음절 하나) /ˈ달/
2. www...S (비강세 음절 - 강세 음절) - /왜그ˈ래/
3. Swww... (강세 음절 - 비강세 음절) - /ˈ한글/
4. www...Swww... (비강세 음절 - 강세 음절 - 비강세 음절) - /기ˈ분이/

음절수가 많아지면 말토막도 길게 되지만 음절수에 정비례하는 것이 아니라 단지 말토막이 조금 길어질 뿐이다. 말토막과 말토막 경계는 휴지와 억양으로 구별된다.
("/"는 완정 휴지, "+"는 말토막 경계)